# Edith Massey
Pour les articles homonymes, voir Massey.
Edith Massey (née le 28 mai 1918 à San Francisco, Californie et morte le 24 octobre 1984) est une actrice et chanteuse. Elle est plus connue pour ses apparitions dans les films de John Waters.

## Biographie
Née à San Francisco, Edith Dornfield a été élevée dans un orphelinat à Denver, Colorado. Selon le livre de John Waters, Shock Value, elle a vécu dans cet orphelinat "jusqu'à ce qu'elle en sorte à 15 ans pour être domestique, Edie en eut finalement ras le bol et s'enfuit. Capturée par la police, elle fut placée dans une maison de correction".
Une fois sa peine purgée, elle part en stop pour Los Angeles pour démarrer une carrière dans le show-business. Elle serait apparue comme figurante dans le film Arise, My Love en 1940 aux côtés de Claudette Colbert and Ray Milland mais diverses recherches n'ont pas permis de confirmer cela. Elle termina comme danseuse de claquettes dans une boîte de strip-tease pendant un temps, en eut marre et prit un train de marchandises direction San Francisco. Là, elle devint hôtesse à soldats.
En 1946, elle a épousé un soldat à Reno, Nevada. Dans Shock Value, Edith dit que son mariage fut le jour le plus heureux de sa vie malgré le fait qu'"il [son mari] alla seul au cinéma juste après la cérémonie et elle alla seule jouer au casino". Ils se sont séparés en 1951.
Elle a fait des petits boulots pendant des années un peu partout aux États-Unis, avant de déménager à Baltimore, où elle fut barmaid à l'hôtel Pete. C'est là qu'elle rencontre John Waters, qui lui propose un rôle dans son film Multiple Maniacs en 1970.
Au début des années 1970, elle quitte son emploi de barmaid et ouvre une boutique à Baltimore appelée Edith's Shopping Bag (située au 726 South Broadway).
Sa collaboration avec John Waters se poursuit dans quatre autres films : Pink Flamingos, Female Trouble, Desperate Living et Polyester.
Robert Maier réalise en 1975 le documentaire Love Letter to Edie.
Dans les années 80, Edith Massey a sorti deux singles : "Big Girls Don't Cry" et "Punks, Get Off The Grass" (que l'on entendra dans le documentaire Divine Waters avec John Waters et Divine en 1985).
L'année de sa mort, elle tourne Mutants in Paradise. Elle fut castée pour le film Lust in the Dust de Paul Bartel (parodie d'un western avec Divine) mais mourut avant le tournage. Elle fut remplacée par Nedra Volz.
Elle meurt le 24 octobre 1984 des suites d'un cancer et de complications dues au diabète. Son corps a été incinéré et ses cendres ont été enterrées à Los Angeles dans le Westwood Village Memorial Park Cemetery.

## Filmographie

### Cinéma
- 1970 : Multiple Maniacs : Edith / la Vierge Marie
- 1972 : Pink Flamingos : Edie
- 1974 : Female Trouble : Tante Ida
- 1977 : Desperate Living : la Reine Carlotta
- 1981 : Polyester : Cuddles Kovinsky
- 1983 : My Breakfast with Blassie (en) : Elle-même (non créditée)
- 1984 : Mutants in Paradise : Dr Durchfall

### Documentaires
- 1975 : Love Letter to Edie (en)
- 1976 : Edith's Shopping Bag (en)
- 1985 : Divine Waters (en) (pour la musique)
- 1998 : Divine Trash - images d'archives
- 2000 : In Bad Taste (en) - images d'archives
- 2005 : Midnight Movies: From the Margin to the Mainstream (en) - images d'archives
- 2013 : I am Divine - images d'archives